# Rhipsalis neves-armondii
A Rhipsalis neves-armondii egy gracilis megjelenésű epifita kaktusz.

## Jellemzői
Megnyúlt hajtású, gazdagon elágazó növény, nagy csoportokban csüng alá a fák ágairól. Ágai 30–100 mm hosszúak, 4–5 mm átmérőjűek. Virágai laterálisan jelennek meg, szélesre nyílnak, 20 mm szélesek, krémfehérek, 12 szirmúak, bibéje 5 lobusban végződik, pericarpiuma a szárba mélyed, termése 10 mm átmérőjű piros bogyó. Magjai barnák.

## Elterjedése
Brazília: Rio de Janeiro, São Paulo, Paraná, Santa Catarina államok, epifitikus és epilitikus atlantikus erdőkben 1000 m tengerszint feletti magasság alatt.

## Rokonsági viszonyai
A Calamorhipsalis subgenus tagja.